# Dehesa de la Villa
La Dehesa de la Villa és un parc situat al nord-oest de la ciutat de Madrid, concretament al barri de Ciutat Universitària, al districte de Moncloa-Aravaca. La seua principal característica és que manté la condició de bosc, restant la major part del seu terreny sense enjardinar.

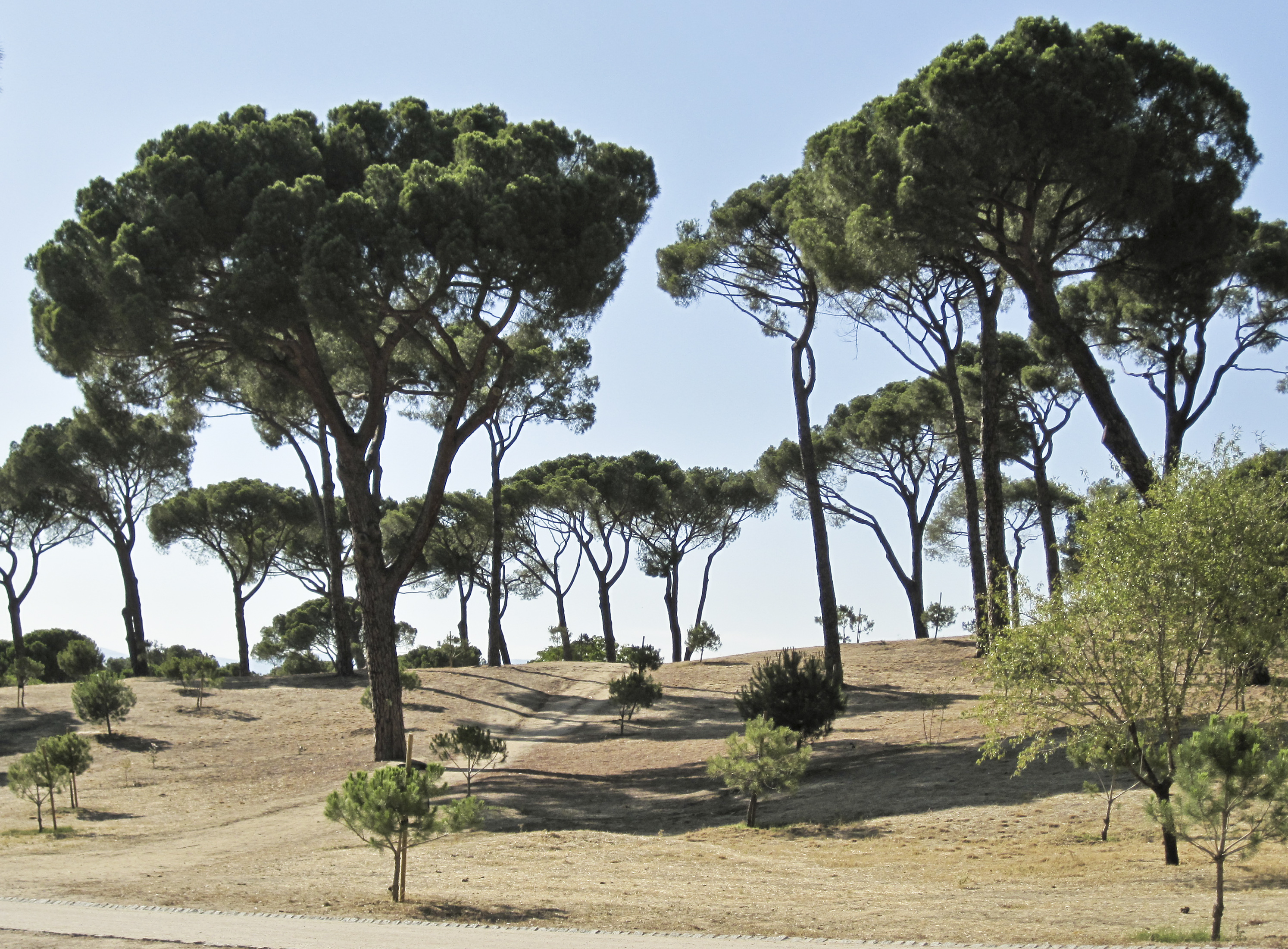
Recorregut del carril bici a l'interior del parc

Antigament era coneguda com a Dehesa d'Amaniel, en honor del seu amo, Lope d'Amaniel, ballester d'Enric II de Castella. El qualificatiu de Villa es deu a la condició de Vila de Madrid.

## Història
A 1152 el rei Alfons VII de Castella va donar a la Vila de Madrid els terrenys als quals s'ubica l'actual parc, que varen ser utilitzats per a la pastura, perdent gran part de les seues alzines originals. Se sap que a 1457 els anomenats Altos de Amaniel ocupaven 2529 faneques i que des de 1485 abastia de carn a la vila. Amb el temps, la Dehesa anà perdent extensió, ja que els regidors successius edificaren a aquestos terrenys.
A 1530 es destinaren 1.570 faneques per a llaurada i a 1608 es va parcel·lar i arrendar gran part de la Dehesa per pagar el trasllat de la cort a Valladolid i la construcció del Palau Reial de Madrid. Ferran VI va vendre 327 faneques, amb la qual cosa l'extensió total es va reduir a només 698. Carles II arreglà la Vereda de Carabineros, actual Carrer Francos Rodríguez, que era el camí que comunicava els palaus del Buen Retiro i d'El Pardo. Carles IV va prendre unes 418 faneques més per incorporar-les al Real Sitio de la Florida.
Amb Isabel II s'arribà a un espai semblant a l'actual. Durant tot aquest temps, la Dehesa d'Amaniel o de la Villa fou un espai per a ús i esplai de tots els madrilenys. L'11 de maig de 1860, al qual l'exèrcit d'Àfrica va entrar a Madrid i acampà dos dies a la Dehesa, fou visitat per milers de madrilenys. Un any després els terrenys es vengueren a la Beneficència Pública per a construir un manicomi model que mai s'arribà a dur a terme. Arran dels plans de plantació d'arbres de 1883 duts a terme pel marquès d'Urquijo, es plantaren 10.000 arbres el 1890, cosa que suposà un augment de concurrència.
Des de 1901, l'estat l'entregà en usdefruit a l'ajuntament per a l'esbarjo públic. El 1929 començaren les obres de la Ciutat Universitària, que va ocupar 320 hectàrees. Durant la Guerra Civil Espanyola es va convertir en una línia de defensa de la ciutat i als seus terrenys es varen mantenir forts combats.
En acabar la guerra es van construir a la zona l'Institut Virgen de la Paloma, el Centre d'Investigacions Energètiques, Mediambientals i Tecnològiques (CIEMAT), el Quarter de la Policia Armada o l'Institut Mèdic Fabiola de Mora y Aragón.

Vista panoràmica de Madrid des d'un dels turons de la Dehesa de la Villa

## Flora i fauna
Amb el transcurs de la seua història, la Dehesa de la Villa ha anat sofrint la reducció de les alzines originals, degut a l'ús humà. Als temps d'Isabel II es començà la repoblació amb pins, principalment pinyoners i blancs, actualment l'arbre més comú al parc. A més de l'alzina esmentada abans, es pot trobar un altre arbre del bosc mediterrani, la surera. També es troben ametlers, sobretot amargs i acàcies, habituals sobretot a prop del carrer Francos Rodríguez.
Als tàlvegs humits apareixen pollancres, freixes i oms, aquestos últims molt agredits per la grafiosi. A les zones enjardinades es troben múltiples xiprers juntament amb mimoses, cedres, llorers i la prunera vermella. Als marges de les carreteres s'esté l'ailant.
Com a substrat arbustiu trobem estepes, ginestes, romaní i esbarzers, entre d'altres.
Les aus més comunes són, com a la resta de la ciutat, coloms, teuladins i garses. Altres espècies que es veuen habitualment són el puput, el picot garser gros o el pit-roig. Últimament s'hi ha instal·lat una colònia de cotorres de Kramer.